# Noferkahór
Noferkahór az ókori egyiptomi VIII. dinasztia egyik uralkodója volt, az első átmeneti kor idején. Jürgen von Beckerath és Darrell Baker szerint dinasztiája tizenegyedik uralkodója volt.

## Említései
Neve csak a XIX. dinasztia idején összeállított abüdoszi királylistáról ismert, melynek 50. helyén szerepel, valamint egy fekete szteatit pecséthengerről, melyet ismeretlen helyen találtak. A torinói királylistán nem maradt fenn neve, mert a papirusz erősen károsodott ott, ahol ennek a korszaknak az uralkodóit sorolja. 